# Wonjong (métro de Séoul)
Wonjong (en coréen : 소새울역) est une station de passage de la ligne Seohae du métro de Séoul. Elle est située, au 404 Wonjong-dong, Sosa-ro, dans la ville de Bucheon, incluse dans la province de Gyeonggi, à l'ouest de Séoul, en Corée du Sud.
Ouverte en 2023, la station est desservie par les rames omnibus de la ligne.

## Situation sur le réseau

Plan du réseau du métro de Séoul (2023)

La station en souterrain Wonjong est une station de passage de la ligne Seohae du métro de Séoul : elle est située entre la station Aéroport international de Gimpo, en direction du terminus nord Ilsan, et la station Stade de Bucheon, en direction du terminus sud Wonsi.

## Histoire
La station Wonjong est mise en service le 1er juillet 2023 lors de l'ouverture à l'exploitation de la section de Sosa à Daegok de la ligne Seohae du réseau du métro de Séoul.

## Services aux voyageurs

### Desserte
Wonjong, est desservie par les rames omnibus qui circulent sur la ligne Seohae. Elle dispose de deux voies encadrées par deux quais équipés de portes palières. Les rames ont pour terminus au nord Ilsan ou Daegok et  Wonsi  pour terminus sud

Installations
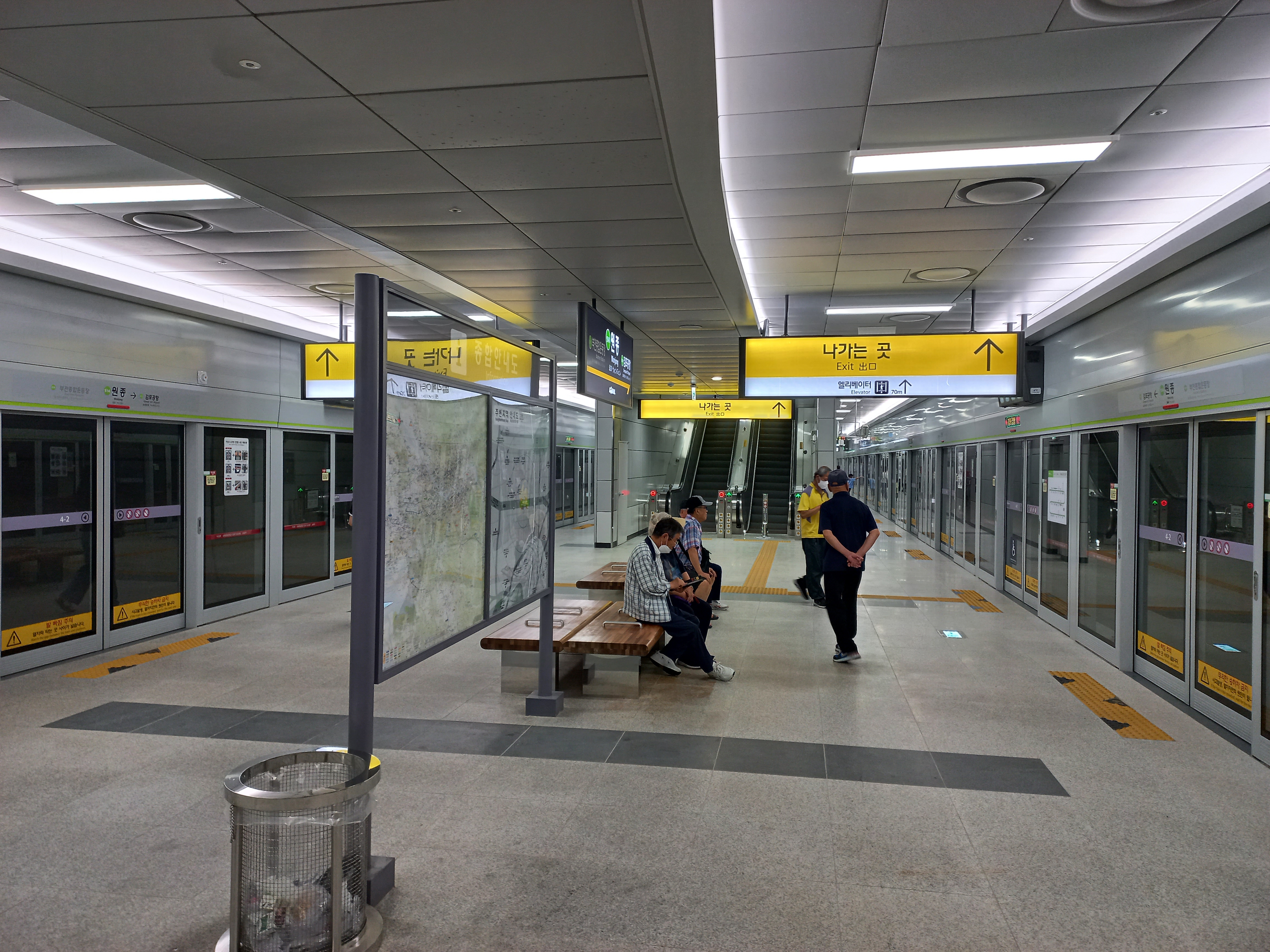
En 2023.
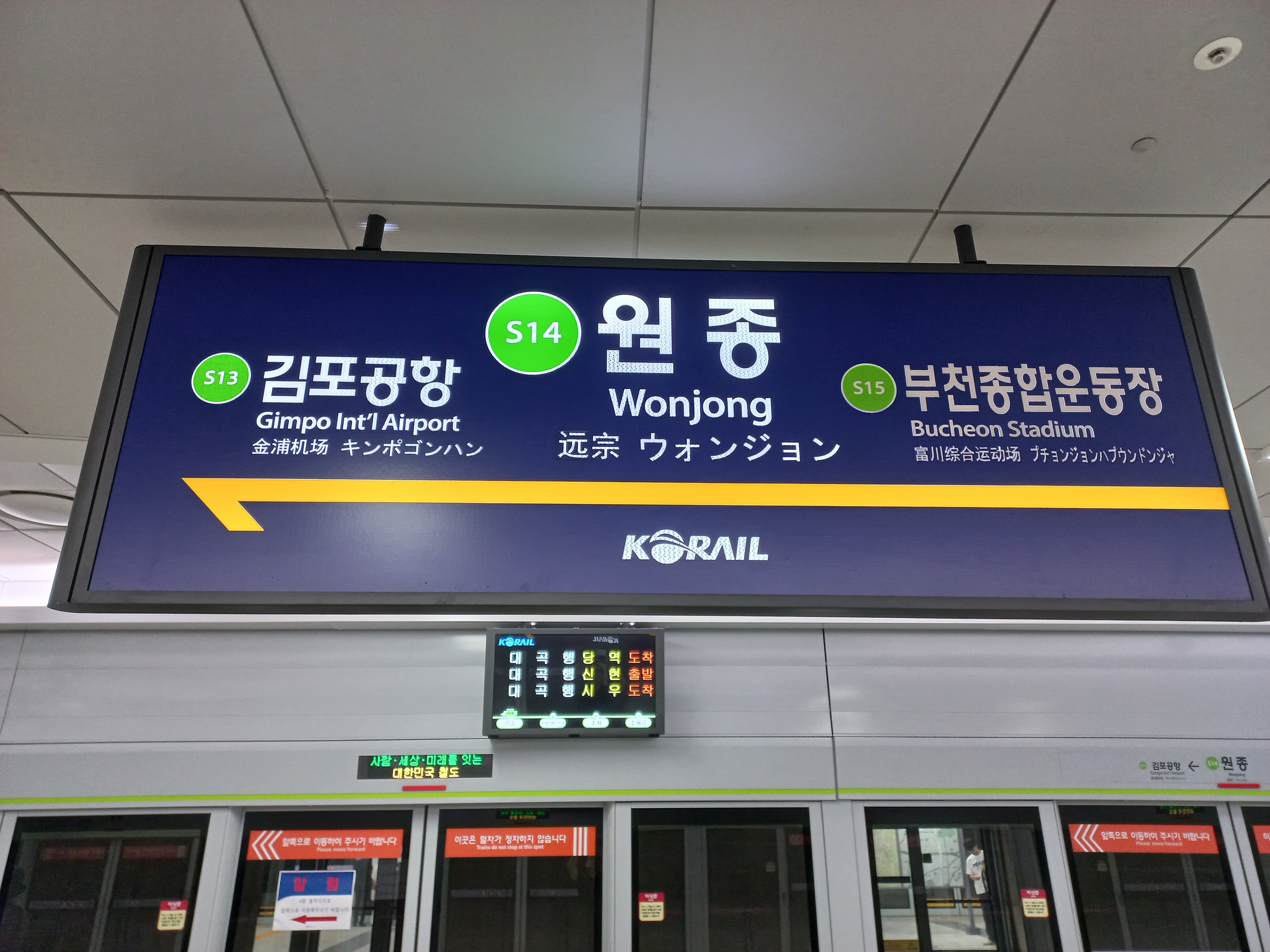
En 2023.
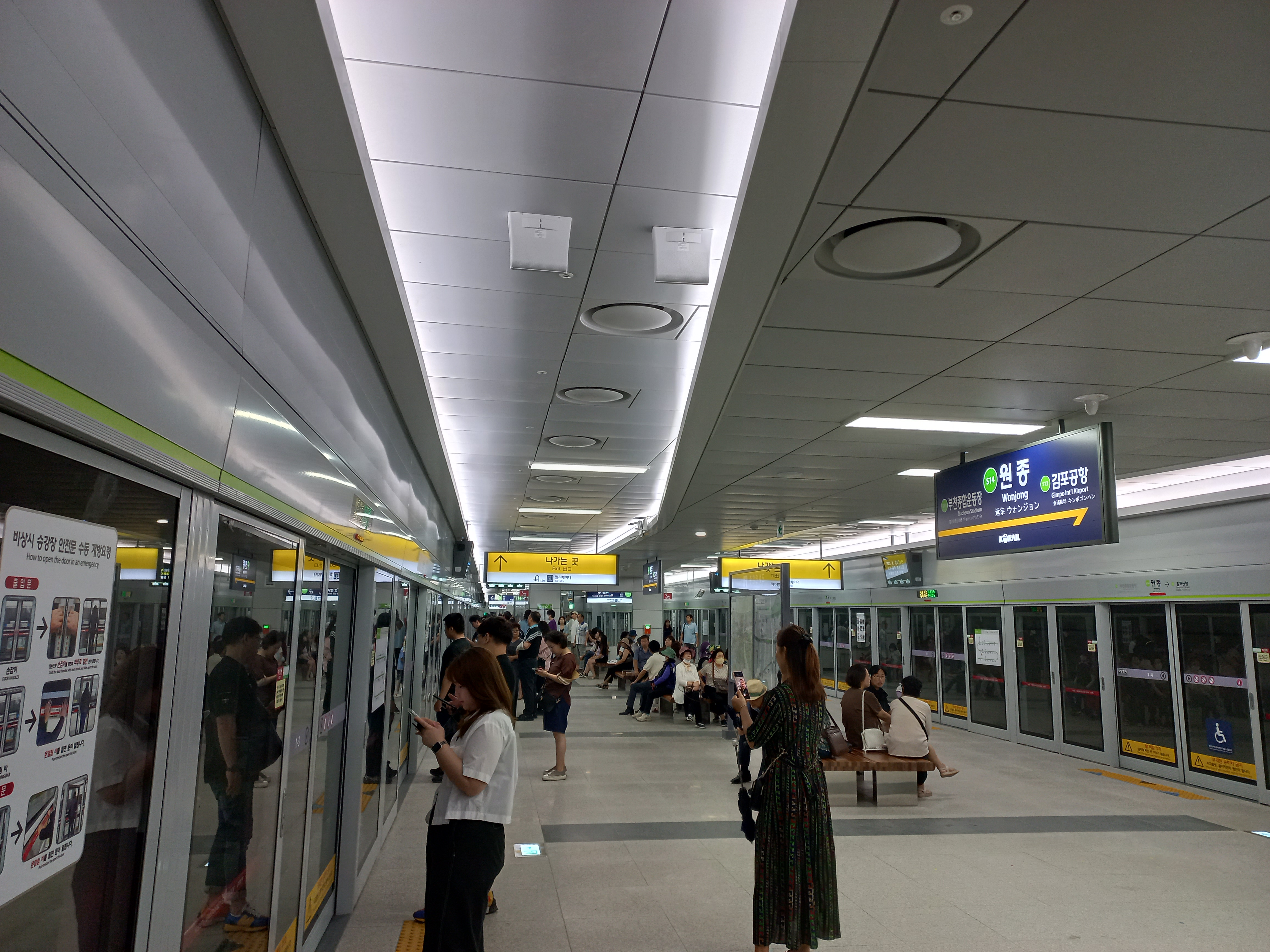
En 2023.